# Raubling
Raubling è un comune tedesco di 11 346 abitanti, situato nel land della Baviera.